# Michael Johnson (lutador)
Michael Julian Johnson (St. Louis, 4 de junho de 1986) é um lutador norte-americano de artes marciais mistas, atualmente compete no peso-pena do Ultimate Fighting Championship.

## Carreira no MMA

### Background
Johnson começou a lutar com 10 anos, após seu pai sofrer um ataque fatal do coração. O incidente fez Johnson exercer sua ira fisicamente. Johnson disse mais tarde: "Eu perdi alguma coisa, uma grande parte de mim .... Lutar era a minha maneira de não lidar com passagem do meu pai. Agora que penso nisso, é claro, foi a coisa errada a fazer, especialmente colocando todo o peso sobre a minha mãe."
Johnson treina na Springfield Fight Club, que é uma filial da Gracie Barra com sede em Springfield, Missouri. Johnson também trabalha lá como o assistente técnico de MMA.

### The Ultimate Fighter
Johnson entrou para o Ultimate Fighting Championship para um circuito para fazer aparição no The Ultimate Fighter: Team GSP vs. Team Koscheck.
Johnson fez sua primeira luta no reality no primeiro episódio, contra o até então invicto Pablo Garza. Johnson venceu por Decisão Unânime, e garantiu uma vaga na casa.
No segundo episódio, tanto St-Pierre como Koscheck tiveram Johnson no topo das listas para a escolha de lutadores. Durante a seleção de lutadores, St-Pierre criou uma lista falsa, que não tinha Johnson no topo das escolhas, e sutilmente mostrou para Koscheck para engená-lo. E isso parecia manipular Koscheck, que escolheu Marc Stevens, pensando que poderia escolher Johnson depois. Isso permitiu que St-Pierre escolhesse Johnson como segundo escolhido no geral.
Johnson competiu no round preliminar contra Wilkinson no terceiro episódio. Depois de um começo no primeiro round com trocação, Wilkinson foi capaz de levar Johnson para o chão e utilizar o ground and pound-socos e cotoveladas. No segundo round, Johnson acertou um superman punch logo no começo, e conseguiu uma queda. Após, ambos tentaram quedas, Johnson conseguiu em sua tentativa final e venceu o round na conta dos juízes. Na rodada de vitória súbita, Johnson atacou rapidamente, o que lhe permitiu terminar a luta através de um mata-leão.
No 8° episódio, a Equipe GSP teria que escolher lutadores para lutar entre si (considerando 5 membros nas quartas-de-final). St. Pierre perguntou aos seus lutadores quem eles queriam enfrentar. Johnson e Alex Caceres escolheram um ao outro como adversários. Johnson venceu por Decisão Unânime após dois rounds, e garantiu uma vaga na semi-final.
Na luta final, Johnson enfrentou o único membro da Equipe Koscheck, Nam Phan. Em uma luta lá e cá, Johnson conseguiu quedas. Após o segundo round, o consenso era de que Johnson teria vencido o primeiro round, e Phan o segundo. O terceiro estava em disputa no entanto, com o técnico de cada lutador convencido de que tinha ganhado a rodada. Johnson foi declarado vencedor por Decisão Dividida.

### Ultimate Fighting Championship
Johnson fez sua estréia no UFC no The Ultimate Fighter: Team GSP vs. Team Koscheck Finale contra Jonathan Brookins. Luta que determinou o vencedor do The Ultimate Fighter 12. Após vencer o primeiro round, Johnson perdeu o segundo e o terceiro round — consequentemente perdeu a luta e o TUF 12.
Johnson faria uma luta fora da promoção do UFC, retornando depois. A luta aconteceria no North American Fighting Championship contra Jim Bleau. Porém, após obter uma luta no UFC, Johnson se retirou da luta no NAFC para focar no treino para a luta no UFC. Johnson enfrentou Edward Faaloloto em 26 de Junho de 2011 no UFC Live: Kongo vs. Barry e venceu a luta por Nocaute Técnico no primeiro round.
Johnson enfrentou Paul Sass em 1 de Outobro de 2011 no UFC Live: Cruz vs. Johnson. Ele perdeu por Finalização no primeiro round.
Johnson era esperado para enfrentar Cody McKenzie em 28 de Janeiro de 2012 no UFC on Fox: Evans vs. Davis. Porém, McKenzie foi forçado a se retirar da luta e foi substituído por Shane Roller. Johnson derrotou Roller por Decisão Unânime.
Johnson enfrentou Tony Ferguson em 5 de Maio de 2012 no UFC on Fox: Diaz vs. Miller, substituíndo o lesionado Thiago Tavares. Ele venceu por Decisão Unânime.
Johnson era esperado para enfrentar Danny Castillo em 1 de Setembro de 2012 no UFC 151. Porém, após o cancelamento do evento, a luta entre Johnson e Castillo foi remarcada para 5 de Outubro de 2012 no UFC on FX: Browne vs. Pezão. Após quase ser finalizado no primeiro round, Johnson sobrviveu e deu a volta por cima vencendo por Nocaute aos 1:06 do segundo round. Johnson foi premiado com o bônus de Nocaute da Noite.
Johnson enfrentou Myles Jury em 29 de Dezembro de 2012 no UFC 155. Ele perdeu por Decisão Unânime.
Johnson enfrentou Reza Madadi em 6 de Abril de 2013 no UFC on Fuel TV: Mousasi vs. Latifi. Após vencer o primeiro round e perder o segundo, Johnson foi finalizado no terceiro com uma d'arce choke.
Johnson conseguiu uma vitória por decisão unânime sobre Joe Lauzon em 17 de Agosto de 2013 no UFC Fight Night: Shogun vs. Sonnen.
Johnson enfrentou Gleison Tibau em 28 de Dezembro de 2013 no UFC 168. Johnson venceu por nocaute aos 1:32 do segundo round.
Johnson substituiu Ross Pearson em 8 de Março de 2014 no UFC Fight Night: Gustafsson vs. Manuwa contra Melvin Guillard. Ele venceu por decisão unânime em uma luta morna.
Johnson era esperado para enfrentar o ex-Campeão do Strikeforce Josh Thomson em 26 de Julho de 2014 no UFC on Fox: Lawler vs. Brown. No entanto, uma lesão o tirou da luta e ele foi substituído por Bobby Green.
Johnson enfrentou o brasileiro Edson Barboza em 22 de Fevereiro de 2015 no UFC Fight Night: Pezão vs. Mir no Brasil. Ele venceu a luta por decisão unânime.
Johnson era esperado para enfrentar o ex-campeão do WEC e UFC Benson Henderson em 12 de Julho de 2015 no TUF 21 Finale, porém, uma lesão tirou Henderson da luta. Pouco tempo depois Johnson foi colocado para enfrentar Beneil Dariush em 8 de Agosto de 2015 no UFC Fight Night: Teixeira vs. St. Preux. Ele foi derrotado por decisão dividida de uma forma polêmica.
Johnson enfrentou Nate Diaz em 19 de Dezembro de 2015 no UFC on Fox: dos Anjos vs. Cerrone II. Johnson foi derrotado por decisão unânime, e a luta foi premiada com o bônus de Luta da Noite.
A revanche com Tony Ferguson era esperado para ocorrer em 05 de março de 2016 no UFC 196. No entanto, em 27 de janeiro, foi anunciado que Johnson retirou-se da luta devido a uma lesão.
Johnson enfrentou Dustin Poirier em 17 de setembro de 2016, no UFC Fight Night: Poirier vs. Johnson. Michael venceu por nocaute no primeiro round.
Após essa vitória, Michael Johnson enfrentou Khabib Nurmagomedov no UFC 205. Johnson foi derrotado finalização com uma kimura no terceiro round.

## Cartel no MMA
| Cartel no MMA   |             |             |
| 36 lutas        | 19 vitórias | 17 derrotas |
| Por nocaute     | 8           | 2           |
| Por finalização | 2           | 9           |
| Por decisão     | 9           | 6           |

| Res.    | Cartel | Oponente              | Método                                     | Evento                                  | Data       | Round | Tempo | Local                       | Notas                                                    |
| ------- | ------ | --------------------- | ------------------------------------------ | --------------------------------------- | ---------- | ----- | ----- | --------------------------- | -------------------------------------------------------- |
| Derrota | 21-19  | Carlos Diego Ferreira | Nocaute (soco)                             | UFC Fight Night: Dern vs. Hill          | 20/05/2023 | 2     | 4:15  | Las Vegas, Nevada           |                                                          |
| Vitória | 21-18  | Marc Diakiese         | Decisão (unânime)                          | UFC on ESPN: Thompson vs. Holland       | 03/12/2022 | 4     | 5:00  | Orlando, Flórida            |                                                          |
| Derrota | 20-18  | Jamie Mullarkey       | Decisão (dividida)                         | UFC on ESPN: dos Anjos vs. Fiziev       | 09/07/2022 | 3     | 5:00  | Las Vegas, Nevada           | Luta da Noite.                                           |
| Vitória | 20-17  | Alan Patrick          | Nocaute (socos)                            | UFC on ESPN: Błachowicz vs. Rakić       | 14/05/2022 | 2     | 3:22  | Las Vegas, Nevada           |                                                          |
| Derrota | 19-17  | Clay Guida            | Decisão (unânime)                          | UFC Fight Night: Overeem vs. Volkov     | 06/02/2021 | 3     | 5:00  | Las Vegas, Nevada           |                                                          |
| Derrota | 19-16  | Thiago Moisés         | Finalização (chave de calcanhar)           | UFC Fight Night: Smith vs. Teixeira     | 13/05/2020 | 2     | 0:25  | Jacksonville, Flórida       |                                                          |
| Derrota | 19-15  | Stevie Ray            | Decisão (majoritária)                      | UFC Fight Night: Maia vs. Askren        | 26/10/2019 | 3     | 5:00  | Kallang                     |                                                          |
| Derrota | 19–14  | Josh Emmett           | Nocaute (soco)                             | UFC on ESPN: Barboza vs. Gaethje        | 30/03/2019 | 3     | 4:14  | Filadélfia, Pensilvânia     |                                                          |
| Vitória | 19-13  | Artem Lobov           | Decisão (unânime)                          | UFC Fight Night: Volkan vs. Smith       | 27/10/2018 | 3     | 5:00  | Moncton, New Brunswick      | Luta no Peso Casado (66,6 kg). Johnson não bateu o peso. |
| Vitória | 18-13  | Andre Fili            | Decisão (dividida)                         | UFC Fight Night: Gaethje vs. Vick       | 25/08/2018 | 3     | 5:00  | Lincoln, Nebraska           |                                                          |
| Derrota | 17-13  | Darren Elkins         | Finalização (mata-leão)                    | UFC Fight Night: Stephens vs. Choi      | 14/01/2018 | 2     | 2:22  | St.Louis, Missouri          | Estreia no Peso Pena.                                    |
| Derrota | 17-12  | Justin Gaethje        | Nocaute Técnico (socos e joelhadas)        | The Ultimate Fighter: Redemption Finale | 07/07/2017 | 2     | 4:48  | Las Vegas, Nevada           | Luta da Noite.                                           |
| Derrota | 17-11  | Khabib Nurmagomedov   | Finalização (kimura)                       | UFC 205: Alvarez vs. McGregor           | 12/11/2016 | 3     | 2:31  | Nova York, Nova York        |                                                          |
| Vitória | 17-10  | Dustin Poirier        | Nocaute (socos)                            | UFC Fight Night: Poirier vs. Johnson    | 17/09/2016 | 1     | 1:35  | Hidalgo, Texas              | Perfomace da Noite                                       |
| Derrota | 16-10  | Nate Diaz             | Decisão (unânime)                          | UFC on Fox: dos Anjos vs. Cerrone II    | 19/12/2015 | 3     | 5:00  | Orlando, Flórida            | Luta da Noite.                                           |
| Derrota | 16-9   | Beneil Dariush        | Decisão (dividida)                         | UFC Fight Night: Teixeira vs. St. Preux | 08/08/2015 | 3     | 5:00  | Nashville, Tennessee        |                                                          |
| Vitória | 16-8   | Edson Barboza         | Decisão (unânime)                          | UFC Fight Night: Pezão vs. Mir          | 22/02/2015 | 3     | 5:00  | Porto Alegre                |                                                          |
| Vitória | 15-8   | Melvin Guillard       | Decisão (unânime)                          | UFC Fight Night: Gustafsson vs. Manuwa  | 08/04/2014 | 3     | 5:00  | Londres                     |                                                          |
| Vitória | 14-8   | Gleison Tibau         | Nocaute (soco)                             | UFC 168: Weidman vs. Silva II           | 28/12/2013 | 2     | 1:32  | Las Vegas, Nevada           |                                                          |
| Vitória | 13-8   | Joe Lauzon            | Decisão (unânime)                          | UFC Fight Night: Shogun vs. Sonnen      | 17/08/2013 | 3     | 5:00  | Boston, Massachusetts       |                                                          |
| Derrota | 12-8   | Reza Madadi           | Finalização (d'arce choke)                 | UFC on Fuel TV: Mousasi vs. Latifi      | 06/04/2013 | 3     | 1:33  | Estocolmo                   |                                                          |
| Derrota | 12-7   | Myles Jury            | Decisão (unânime)                          | UFC 155: Dos Santos vs. Velasquez       | 29/12/2012 | 3     | 5:00  | Las Vegas, Nevada           |                                                          |
| Vitória | 12-6   | Danny Castillo        | Nocaute (socos)                            | UFC on FX: Browne vs. Pezão             | 05/10/2012 | 2     | 1:06  | Minneapolis, Minnesota      | Nocaute da Noite                                         |
| Vitória | 11-6   | Tony Ferguson         | Decisão (unânime)                          | UFC on Fox: Diaz vs. Miller             | 05/05/2012 | 3     | 5:00  | East Rutherford, New Jersey |                                                          |
| Vitória | 10-6   | Shane Roller          | Decisão (unânime)                          | UFC on Fox: Evans vs. Davis             | 28/01/2012 | 3     | 5:00  | Chicago, Illinois           |                                                          |
| Derrota | 9-6    | Paul Sass             | Finalização (chave de calcanhar invertida) | UFC Live: Cruz vs. Johnson              | 01/10/2011 | 1     | 3:00  | Washington, D.C.            |                                                          |
| Vitória | 9-5    | Edward Faaloloto      | Nocaute Técnico (socos)                    | UFC Live: Kongo vs. Barry               | 26/06/2011 | 1     | 4:42  | Pittsburgh, Pennsylvania    |                                                          |
| Derrota | 8-5    | Jonathan Brookins     | Decisão (unânime)                          | TUF 12 Finale                           | 04/12/2010 | 3     | 5:00  | Las Vegas, Nevada           | Perdeu o TUF 12                                          |
| Vitória | 8-4    | Chris McDaniel        | Nocaute Técnico (socos)                    | FM: Productions                         | 30/01/2010 | 1     | 4:34  | Springfield, Missouri       |                                                          |
| Vitória | 7-4    | Ramiro Hernandez      | Decisão (unânime)                          | Titan Fighting Championship 15          | 18/12/2009 | 3     | 5:00  | Kansas City, Kansas         | Catchweight (150 lbs)                                    |
| Vitória | 6-4    | Aaron Derrow          | Nocaute Técnico (socos)                    | Xtreme Cage Fighter 10                  | 03/10/2009 | 1     | 0:43  | Springfield, Missouri       | Pelo Cinturão Peso Leve do XCF                           |
| Derrota | 5-4    | Eric Marriott         | Finalização (chave de calcanhar)           | FM: Productions                         | 09/05/2009 | 2     | 1:32  | Springfield, Missouri       |                                                          |
| Vitória | 5-3    | Clay French           | Finalização (kimura)                       | Fuel Fight Club                         | 10/04/2009 | 1     | 3:16  | Lake Ozark, Missouri        |                                                          |
| Derrota | 4-3    | Joe Brammer           | Finalização (guilhotina)                   | Midwest Cage Championships 19           | 14/03/2009 | 4     | 3:45  | Des Moines, Iowa            |                                                          |
| Derrota | 4-2    | James Krause          | Finalização (triângulo)                    | FM: Productions                         | 22/11/2008 | 1     | 2:55  | Springfield, Missouri       |                                                          |
| Vitória | 4-1    | Warren Stewart        | Nocaute Técnico (socos)                    | FM: Productions                         | 13/09/2008 | 1     | 2:37  | Springfield, Missouri       |                                                          |
| Vitória | 3-1    | Lucas Gwaltney        | Decisão (majoritária)                      | Midwest Fight League                    | 25/07/2008 | 3     | 5:00  | Columbia, Missouri          | Venceu o Título dos Leves                                |
| Derrota | 2-1    | Ted Worthington       | Finalização (triângulo)                    | MCC 13: Contenders                      | 25/04/2008 | 3     | 1:29  | Urbandale, Iowa             |                                                          |
| Vitória | 2-0    | Steve Schneider       | Finalização                                | FM: Productions                         | 18/04/2008 | 1     | 2:12  | Springfield, Missouri       |                                                          |
| Vitória | 1-0    | Chauncey Prather      | Nocaute Técnico (socos)                    | FM: Productions                         | 01/02/2008 | 1     | 1:12  | Springfield, Missouri       |                                                          |